# مهرجان الجزائر الدولي للسينما 2013
مهرجان الجزائر الدولي للسينما 2013 مهرجان الدولي السينمائي المكرس للفيلم الملتزم، و ذلك للسنة الرابعة على التوالي، من 19 الى 26 ديسمبر 2013.وتنافس 19 عملا، بين 11 وثائقي و 8 افلام طويلة خيالية
وشاركت أفلام من أوروبا وأميركا اللاتينية وآسيا والولايات المتحدة الأميركية في المهرجان، بينها فيلم وثائقي عن الصحراء الغربية، وفيلمان من فلسطين هما الفيلم الوثائقي "المتسللون"، والطويل "فلسطين ستريو"،
كما كرم المهرجان المخرج الأميركي شارل بورنت، الذي كرس حياته للدفاع عن القضايا الإنسانية في أفلامه ومن المنتظر أن يخرج فيلما عن الأمير عبد القادرالجزائري. ومنحت المجاهدة زهرة ظريف بيطاط -عضو البرلمان-المخرج الأميركي درع المهرجان ولوحة فنية عن التراث الجزائري.

## الفائزون
وخصص المهرجان ثلاث جوائز لكل صنف من الأفلام، وهي الجائزة الكبرى وجائزة لجنة التحكيم وجائزة الجمهور التي استحدثت هذا العام.

### الأفلام الروائية
- الجائزة الكبرى الفيلم الطويل "دوائر" للمخرج الصربي سيرجان غولوبوفيتش.
- جائزة لجنة التحكيم للفيلم الطويل "لا- NO" للمخرج التشيلي بابلو لاران،
- جائزة الجمهور للفيلم الطويل "مارغاريدا العذراء" للمخرج البرازيلي ليتشينيو أزفادو،

### الأفلام الوثائقية
- الجائزة الكبرى وفاز فيلم "سينما كومونيستو" للمخرجة الصربية ميلا توراجيلك
- جائزة لجنة التحكيم  فيلم "حرروا أنجيلا وكل المعتقلين السياسيين
- جائزة الجمهور عذاب رهبان تبحيرين للمخرج الجزائري مالك آيت عودية